# Костојевићи
Костојевићи су насеље у Србији у општини Бајина Башта у Златиборском округу. Према попису из 2022. било је 321 становника.
Овде се налази ОШ „Душан Јерковић” Костојевићи.

## Демографија
У насељу Костојевићи живи 399 пунолетних становника, а просечна старост становништва износи 43,9 година (42,4 код мушкараца и 45,4 код жена). У насељу има 170 домаћинстава, а просечан број чланова по домаћинству је 2,91.
Ово насеље је у потпуности насељено Србима (према попису из 2002. године), а у последња три пописа, примећен је пад у броју становника.
|  |

| Демографија | Демографија | Демографија |
| Година      | Становника  | Становника  |
| ----------- | ----------- | ----------- |
| 1948.       | 867         |             |
| 1953.       | 839         |             |
| 1961.       | 913         |             |
| 1971.       | 752         |             |
| 1981.       | 616         |             |
| 1991.       | 526         | 521         |
| 2002.       | 495         | 497         |

| Етнички састав према попису из 2002.‍ | Етнички састав према попису из 2002.‍ | Етнички састав према попису из 2002.‍ | Етнички састав према попису из 2002.‍ | Етнички састав према попису из 2002.‍ |
| ------------------------------------ | ------------------------------------ | ------------------------------------ | ------------------------------------ | ------------------------------------ |
|                                      |                                      |                                      |                                      |                                      |
| Срби                                 | Срби                                 |                                      | 495                                  | 100,0%                               |
| непознато                            | непознато                            |                                      | 0                                    | 0,0%                                 |

| Година пописа     | 1948. | 1953. | 1961. | 1971. | 1981. | 1991. | 2002. |
| ----------------- | ----- | ----- | ----- | ----- | ----- | ----- | ----- |
| Број домаћинстава | 143   | 152   | 191   | 179   | 175   | 173   | 170   |

| Број чланова      | 1  | 2  | 3  | 4  | 5  | 6 | 7 | 8 | 9 | 10 и више | Просек |
| ----------------- | -- | -- | -- | -- | -- | - | - | - | - | --------- | ------ |
| Број домаћинстава | 40 | 48 | 21 | 30 | 19 | 6 | 3 | 3 | 0 | 0         | 2,91   |

| Пол    | Укупно | Неожењен/Неудата | Ожењен/Удата | Удовац/Удовица | Разведен/Разведена | Непознато |
| ------ | ------ | ---------------- | ------------ | -------------- | ------------------ | --------- |
| Мушки  | 204    | 51               | 129          | 17             | 7                  | 0         |
| Женски | 213    | 27               | 131          | 52             | 3                  | 0         |
| УКУПНО | 417    | 78               | 260          | 69             | 10                 | 0         |

| Пол    | Укупно                    | Пољопривреда, лов и шумарство | Рибарство                            | Вађење руде и камена | Прерађивачка индустрија       |
| ------ | ------------------------- | ----------------------------- | ------------------------------------ | -------------------- | ----------------------------- |
| Мушки  | 139                       | 86                            | 0                                    | 0                    | 13                            |
| Женски | 88                        | 64                            | 0                                    | 0                    | 2                             |
| УКУПНО | 227                       | 150                           | 0                                    | 0                    | 15                            |
| Пол    | Производња и снабдевање   | Грађевинарство                | Трговина                             | Хотели и ресторани   | Саобраћај, складиштење и везе |
| Мушки  | 1                         | 10                            | 12                                   | 2                    | 7                             |
| Женски | 0                         | 0                             | 7                                    | 1                    | 2                             |
| УКУПНО | 1                         | 10                            | 19                                   | 3                    | 9                             |
| Пол    | Финансијско посредовање   | Некретнине                    | Државна управа и одбрана             | Образовање           | Здравствени и социјални рад   |
| Мушки  | 0                         | 1                             | 1                                    | 5                    | 1                             |
| Женски | 0                         | 1                             | 0                                    | 9                    | 1                             |
| УКУПНО | 0                         | 2                             | 1                                    | 14                   | 2                             |
| Пол    | Остале услужне активности | Приватна домаћинства          | Екстериторијалне организације и тела | Непознато            | Непознато                     |
| Мушки  | 0                         | 0                             | 0                                    | 0                    | 0                             |
| Женски | 1                         | 0                             | 0                                    | 0                    | 0                             |
| УКУПНО | 1                         | 0                             | 0                                    | 0                    | 0                             |